# Ґолашин (Равицький повіт)
Ґолашин (пол. Gołaszyn, нім. Bärsdorf) — село в Польщі, у гміні Бояново Равицького повіту Великопольського воєводства.
Населення — 1230 осіб (2011).
У 1975-1998 роках село належало до Лешненського воєводства.

## Демографія
Демографічна структура станом на 31 березня 2011 року:
|          | Загалом | Допрацездатний вік | Працездатний вік | Постпрацездатний вік |
| -------- | ------- | ------------------ | ---------------- | -------------------- |
| Чоловіки | 605     | 118                | 442              | 45                   |
| Жінки    | 625     | 121                | 398              | 106                  |
| Разом    | 1230    | 239                | 840              | 151                  |